# Roman (Łukin)
Roman, imię świeckie Aleksiej Aleksandrowicz Łukin (ur. 11 października 1968 w Prochładnym) – rosyjski biskup prawosławny.

## Życiorys
Według własnych wspomnień wychował się w głęboko religijnej rodzinie. Był najstarszym z trojga dzieci; jego matka ślubowała poświęcić go służbie Kościołowi.
Średnie wykształcenie teologiczne uzyskał w seminarium duchownym w Stawropolu; w czasie nauki złożył wieczyste śluby mnisze przed archimandrytą Eugeniuszem (Rieszetnikowem), po czym przyjął święcenia kapłańskie. Następnie ukończył Moskiewską Akademię Duchowną; po uzyskaniu dyplomu został zatrudniony jako inspektor seminarium duchownego w Stawropolu, od 1999 był jego prorektorem. Z jego inicjatywy słuchacze seminarium zaangażowali się w pracę społeczną w mieście, brał również udział w opracowaniu programu autorskiego do nauczania przedmiotu Podstawy kultury prawosławnej.
W 2005 został proboszczem parafii przy soborze św. Andrzeja w Stawropolu. Wielokrotnie odbywał podróże duszpasterskie na tereny Czeczeni i Inguszetii. 6 października 2008 Święty Synod Rosyjskiego Kościoła Prawosławnego wyznaczył go na biskupa pomocniczego eparchii stawropolskiej z tytułem biskupa michajłowskiego. W grudniu 2009 Synod, w porozumieniu z Katolikosem-Patriarchą Gruzji Eliaszem II delegował archimandrytę Romana do pracy duszpasterskiej wśród Rosjan zamieszkujących w Tbilisi. 30 maja 2011 otrzymał nominację na biskupa jakuckiego i leńskiego. Jego chirotonia miała miejsce w soborze Chrystusa Zbawiciela w Moskwie z udziałem patriarchy moskiewskiego i całej Rusi Cyryla I, metropolitów krutickiego i kołomieńskiego Juwenaliusza, sarańskiego i mordowskiego Warsonofiusza, borżomskiego i bakuriańskiego Serafina (Gruziński Kościół Prawosławny), orenburskiego i buzułuckiego Walentego, arcybiskupów istrińskiego Arseniusza, wieriejskiego Eugeniusza, czelabińskiego Teofana, siergijewo-posadskiego Teognosta, biskupów zarajskiego Merkuriusza, saratowskiego i wolskiego Longina, piatigorskiego i czerkieskiego Teofilakta i sołniecznogorskiego Sergiusza.
Jako biskup jakucki zapowiedział przywrócenie w swojej eparchii języka jakuckiego do użytku liturgicznego na szeroką skalę, na wzór pierwszych misji rosyjskich w regionie. Pod jego patronatem dokonany został nowy przekład Świętej Liturgii na język jakucki. 
W 2016 otrzymał godność arcybiskupa.